# ثریا در اغما
ثُریّا در اِغما رمانی از اسماعیل فصیح است. این رمان در سال ۱۳۶۲ در تهران منتشر شد و در عرض یک سال به چاپ چهارم رسید. هم‌زمان با چاپ چهارم این اثر، ترجمهٔ انگلیسی آن در سال ۱۹۸۵ منتشر شد. ثریا در اغما را در کنار زمستان ۶۲ بهترین آثار اسماعیل فصیح شمرده‌اند.
این کتاب که تا سال ۱۳۸۵، یازده بار تجدید چاپ شده، جزو پرخواننده‌ترین آثار ایرانی شمرده شده‌است.

## منبع
1. ↑  «ثریا در اغما» و «زمستان 62» فصیح[پیوند مرده] : وبگاه شورای گسترش زبان فارسی (نقل از روزنامه اعتماد، ۱۲ مرداد ۱۳۸۸)
2. ↑  «پرخواننده ترین نویسندگان ایران معرفی شدند». وب‌گاه آفتاب.
3. ↑  اسماعیل فصیح نویسندهٔ تکرو